# Ebba Sverne Arvill
Ebba Sverne Arvill, född 18 maj 1958, är en svensk jurist. Hon är  polisdirektör och chef för avdelningen för särskilda utredningar vid Polismyndigheten.
Sverne Arvill har tidigare arbetat som åklagare och domare, länspolismästare vid Polismyndigheten i Örebro län, varit biträdande länspolismästare i Uppsala län och varit rektor på Polishögskolan i Sörentorp (2007-2012),. Under andra halvåret 2009 fyllde Sverne Arvill också rollen som ordförande för Europeiska polisakademien (CEPOL), då detta uppdrag följer det roterande EU-ordförandeskapet. Hon har arbetat som byråchef på Riksåklagaren, som domare i Svea hovrätt, och med lagstiftningsfrågor i Regeringskansliet.
Ebba Sverne Arvill fick regeringens uppdrag att utreda om förutsättningarna till förundersökningsbegränsning i brottmål bör utökas. Uppdraget redovisades den 30 juni 2010. Hon har också tidigare haft ett regeringsuppdrag att undersöka om stalkning, upprepad förföljelse, skall kriminaliseras och om besöksförbudslagen kan effektiviseras. 